# 4332 Milton
4332 Milton (1983 RC) là một tiểu hành tinh vành đai chính được phát hiện ngày 5 tháng 9 năm 1983 bởi Carolyn S. Shoemaker ở Palomar và named for astrogeologist Daniel J. Milton (28 tháng 7 năm 1934 -).